# Anisoplia hebrothracica
Anisoplia hebrothracica är en skalbaggsart som beskrevs av Kral 1996. Anisoplia hebrothracica ingår i släktet Anisoplia och familjen Rutelidae. Inga underarter finns listade i Catalogue of Life.